# اولین شورای قسطنطنیه

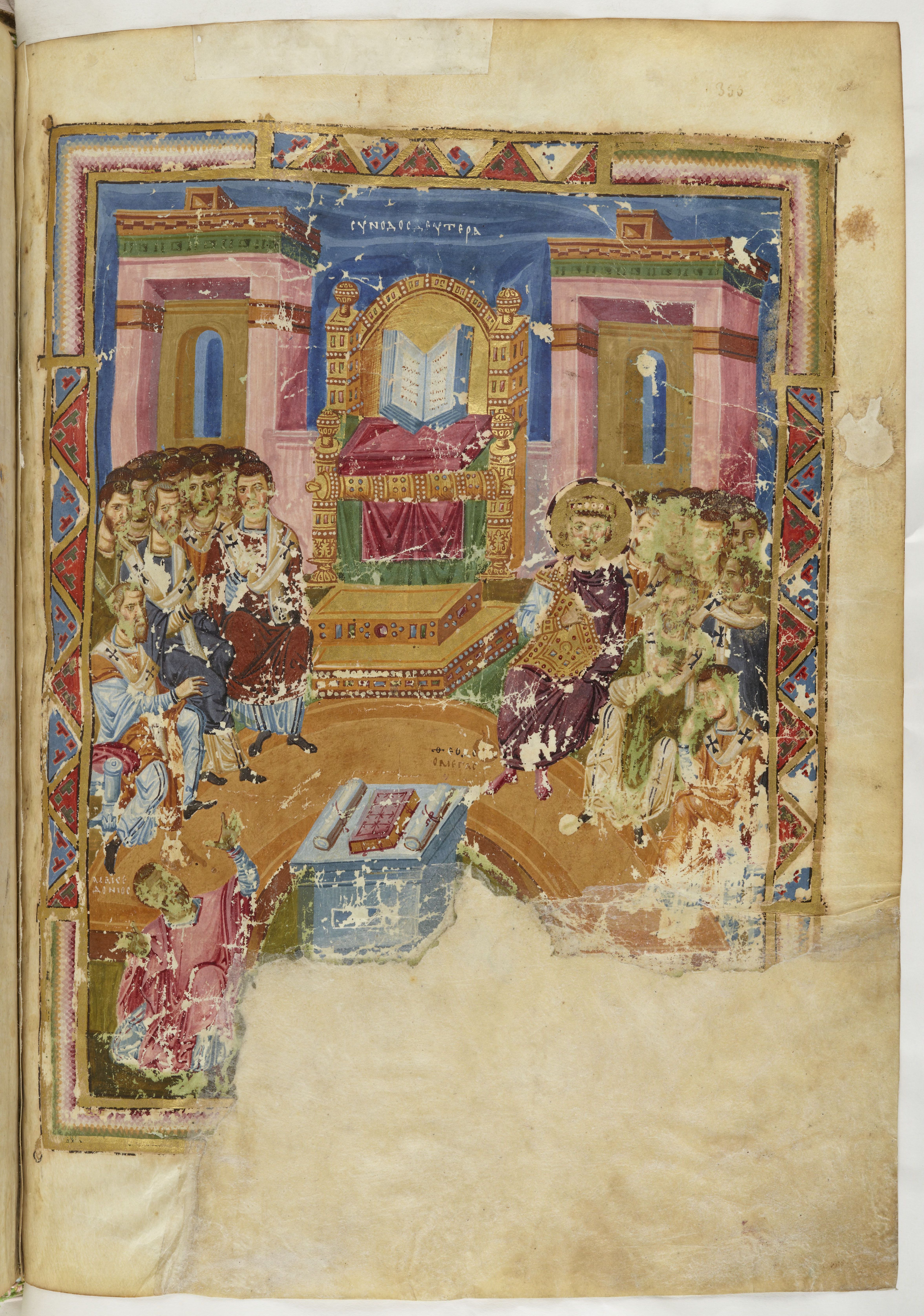
تصویری از نخستین شورای قسطنطنیه

اولین شورای قسطنطنیه (زبان یونانی: Πρώτη σύνοδος της Κωνσταντινουπόλεως، لاتین: Concilium Constantinopolitanum Primum)، که در سال ۳۸۱ میلادی و در زمان امپراتور روم، تئودئوس یکم در قسطنطنیه برگزار شد.

## زمینه
در سال ۳۷۹ تئودوسیوس که از اهالی روم غربی بود امپراتور روم شرقی شد. او از طرفداران سرسخت اعتقادنامهٔ نیقیه بود و تصمیم گرفت یکبار برای همیشه مسئلهٔ آریانیسم را حل کند. به همین منظور دستور تشکیل شورایی را داد که از مه تا ژوئیه ۳۸۱ در قسطنطنیه تشکیل شد. این بیشتر شورایی بود متشکل از پدران کاپادوکیایی. گریگور نازیانروسی و گریگور نوسایی هر دو در شورا حضور داشتند. گریگور نازیانزیوس رهبر و هادیِ شورا بود، اگرچه در نهایت این شورا باعث شد تا او از مقام اسقفی کناره‌گیری کند. بدعت‌هایی که پدران کاپادوکیایی با آنها مبارزه کرده بودند، در این شورا نیز رد شدند و تعلیم آنان برتری یافت. اما به‌یقین نمی‌توان گفت که آنچه امروزه به‌عنوان «اعتقادنامهٔ نیقیه» می‌شناسیم، در واقع محصول این شورا بوده باشد. همان‌گونه که در مورد اعتقادنامهٔ صادره از سوی «شورای نیقیه» نیز صادق بود، به‌نظر می‌رسد که این اعتقادنامه نیز اعتقادنامهٔ محلی کلیسای شرق باشد که جدلیاتی نیز بر آن افزوده‌اند:
ما ایمان داریم به یک خدا، پدر قادر مطلق، خالق آسمان و زمین و همهٔ چیزهای دیدنی و نادیدنی؛ و ایمان داریم به یک خداوند عیسای مسیح، پسر یگانهٔ خدا، مولودِ ازلیِ پدر، نور از نور، خدای حقیقی از خدای حقیقی، مولود و نه مخلوق، و هم‌ذاتِ پدر (Homoousios). اوست خالق موجودات. به‌خاطر ما آدمیان و برای نجات‌مان از آسمان نزول کرد و به‌وسیلهٔ روح‌القدس از مریم باکره جسم یافت و انسان شد. در دوران حکمرانی پنطیوس پیلاطس به‌خاطر ما مصلوب شد، رنج کشید و دفن گردید. در روز سوم، بر حسب کتب مقدس، از مردگان قیام، و به آسمان‌ها صعود کرد. حال بر دست راست پدر جلوس فرموده و مجدداً با جلال ظهور خواهد کرد تا زندگان و مردگان را داوری کند؛ و ملکوتش بی‌زوال است؛ و ایمان داریم به روح‌القدس، خداوند و بخشندهٔ حیات، صادر شده از پدر؛ که باید او را به‌همراه پدر و پسر، بپرستیم و تجلیل کنیم؛ او توسط انبیا سخن گفته‌است؛ و ایمان داریم به کلیسایِ جامع که کلیسای رسولان است. برای آمرزش گناهان به یک تعمید معترفیم. ما منتظر قیامت مردگانیم و حیاتی که در جهان آینده خواهد آمد. آمین.

## شورا
در قسطنطنیه سه بدعت محکوم شد:
1. آریانیسم؛ این اعتقادنامه سه عبارت از چهار عبارت اعتقادنامهٔ صادرهٔ شورایِ نیقیه را در خود داشت. یک سال بعد از شورای قسطنطنیه، گردهمایی دیگری از اسقفان در قسطنطنیه تشکیل شد که طی آن مکتوبی به رُم فرستادند. آنها اصول ایمان شورای قسطنطنیه (۳۸۱) را بدین‌شکل خلاصه کردند: «ایمان به خدای یگانه، و به قدرت و ذات و جوهر واحد پدر، پسر و روح‌القدس که در شأن و منزلت هم‌سانند و در جلال، از ازل یکسان، و سه اقنوم یا شخص کامل‌اند.» این خلاصه‌ای دقیق و صحیح از آموزهٔ کاپادوکیایی در مورد تثلیث بود.
2. ماکدونیانیسم؛ سی‌وشش تن از اسقفان حاضر در شورا از پیروان ماکدونیوس بودند. آنها به الوهیت پسر ایمان داشتند اما روح‌القدس را مخلوق می‌دانستند. شورا تلاش کرد تا نظر آنها را به پذیرش حقیقت جلب کند و با مدارا با آنها برخورد کرد. اعتقادنامه بر الوهیت روح‌القدس تأکید داشت اما به‌شکلی ضمنی. در این اعتقادنامه به عبارات کتاب‌مقدس استناد شده بود، به استثنای آن قسمت که گفته می‌شد روح‌القدس باید همراه پدر و پسر پرستیده و تجلیل شود. بدین‌سان در این اعتقادنامه روح‌القدس را صریحاً «خدا» نخواندند اما به‌رغم این رویهٔ مسامحت‌جویانهٔ شورا، اسقفان پیرو ماکدونیوس در اعتراض به اعتقادنامه، شورا را ترک کردند.
3. آپولیناریانیسم؛ آپولیناریس که روح انسانی عیسی را انکار می‌کرد، در سال ۳۷۷ در رُم محکوم شد. همچنین در شورای قسطنطنیه نیز محکوم شد.

## نتایج
شورای قسطنطنیه به‌عنوان دومین شورای جهانی و بین‌الکلیسایی شناخته شد. اعتقادنامهٔ صادره از سوی این شورا اگرچه در آن زمان موافق رأی پیروان ماکدونیوس نبود، اما پذیرفته‌ترین و رایج‌ترین اعتقادنامهٔ جهان مسیحیت شد؛ و اعتقادنامه‌ای است که چه در غرب و چه در شرق به‌شکل وسیع رایج بوده‌است، هر چند کلیسای شرق و غرب در یک مورد مهم با هم اختلاف‌نظر داشته‌اند.
کلیسای شرق بر این باور بوده و هست که روح‌القدس از پدر و توسط پسر صادر می‌شود. اما در کلیسای غرب این باور ریشه گرفت که روح‌القدس از پدر و از پسر صادر می‌شود (این تفاوت کوچک کلامی نمایانگر دو برخورد متفاوت نسبت به آموزهٔ تثلیث است). در غرب چنین باب شد که واژگان «و از پسر» نیز به اعتقادنامه افزوده شود (در لاتین Filioque). کلیسای روم که همواره در این مورد محتاط و محافظه‌کار بود بالاخره در قرن یازدهم واژهٔ Filioque را به اعتقادنامه افزود. این اقدام، جدایی بین کلیسای روم و قسطنطنیه را که در سال ۱۰۵۴ واقع شد، تسریع کرد.
شورای قسطنطنیه در سومین بیانیهٔ رسمی کلیسایی خود، مطلبی طرح کرد که سرچشمهٔ منازعاتِ بسیارِ آینده شد: 
اسقف قسطنطنیه باید در کنار اسقف رُم مورد ارج و احترام قرار گیرد زیرا قسطنطنیه رُم جدید است.
در رُم بر این بیانیهٔ رسمی ابرو در هم کشیدند زیرا به‌طور ضمنی اشاره داشت که برتری رُم به‌خاطر اهمیتش به‌عنوان پایتختی دنیوی و حکومتی است. در این زمان اسقفان رُم ادعایی مطرح ساختند مبنی بر اینکه چون وارثان پطرس رسول‌اند، پس از جایگاه ویژه‌ای برخوردارند. این بیانیه در اسکندریه مایهٔ نارضایتی بیشتری شد چون کلیسای اسکندریه از دیرباز خود را دومین حوزهٔ مهم اسقفی پس از رُم می‌انگاشت. اسقفان بلندپرواز و بانفوذ اسکندریه، هر فرصتی را برای تحقیر اسقفان قسطنطنیه که به‌جز اقتدار تئوریک‌شان چندان نفوذی نداشتند، مغتنم می‌شمردند؛ و این در مناقشهٔ یوحنای زرین‌دهان حملهٔ سیریل اسکندرانی به نستوریوس و مناقشهٔ پس از شورای خلقیدون در سال ۴۵۱، مشهود است.
شورای قسطنطنیه تأیید کرد که عیسای مسیح خدای کامل (در تقابل با دیدگاه آریوس) و نیز انسان کامل (در تقابل با دیدگاه آپولیناریس) است. اما او چگونه می‌توانست هم‌زمان هم کاملاً خدا و هم کاملاً انسان باشد؟ به این سؤال دو پاسخ نادرست دادند. نستوریوس از مکتب انطاکیه، عیسای مسیح را به دو جزء کلمه، که نمایانگر طبیعت الهی او بود و شخص عیسی، که نمایانگر طبیعت انسانی او بود، تقسیم کرد. سیریل به مخالفت با او برخاست و در سال ۴۳۱ دیدگاه او را در شورای افسس محکوم کردند. از سوی دیگر، ائوتوخس از مکتب اسکندریه، در پی این بود که با محو کردنِ انسانیت عیسای مسیح در الوهیتش، یگانگی شخصیت او را تشریح کند. لئو با او به مخالفت برخاست و این دیدگاه نیز در سال ۴۵۱ در شورای خلقیدون محکوم شد.
آیا نباید باور کنیم که شخصیت عیسای مسیح یک سرّ است و سرّ نیز باید باقی بماند؟ آیا هیچ تقصیری متوجه پدران اولیهٔ کلیسا نبود که می‌کوشیدند ادراک‌ناپذیر را درک کنند و به ساحتی نفوذناپذیر نفوذ یابند؟ خیر. زیرا هدف‌شان این نبود که تجسم را تشریح کنند یا سرّ آن را بگشایند بلکه در پی این بودند که آن را تعریف کنند. از آنجا که این چهار بدعت مهم تهدیدی جدی علیه بنیان‌های اصلی آموزهٔ تجسم بودند، کلیسا ناچار بود تک‌تک این بدعت‌ها را به‌وضوح و با دقت پاسخ بدهد. هدف کلیسا دفاع از این آموزه بود نه برچیدن اسرار آن. اگر در آن زمان یکی از بدعت‌ها به‌عنوان تفکر غالب بر راست‌دینی مسیحی پیروز می‌شد، تصویری نادرست و تحریف‌شده از شخصیت عیسای مسیح به‌دست ما می‌رسید.